# Dianthidium platyurum
Dianthidium platyurum är en biart som beskrevs av Cockerell 1923. Dianthidium platyurum ingår i släktet Dianthidium och familjen buksamlarbin.

## Underarter
Arten delas in i följande underarter:
- D. p. mohavense
- D. p. platyurum

## Beskrivning
Arten är svart med ljusa markeringar, på bakkroppen främst i form av tvärband. Underarterna skiljer sig åt genom att markeringarna hos D. p. platyurum är krämfärgade till blekgula, medan de hos D. p. mohavense är klargula. Den senare arten har dessuitom rikligare, gula teckningar. D. p. platyurum å andra sidan, kan ibland ha rödbruna kanter på tergiterna (bakkroppssegmenten) 1 till 3.

## Ekologi
Även om Dianthidium platyurum tycks favorisera korgblommiga växter som näringskälla, får den ändå betraktas som en generalist som förutom korgblommiga växter söker sin näring hos flera familjer som ärtväxter, blågullsväxter och strävbladiga växter..
Arten är ett solitärt, det vill säga icke samhällsbildande bi där varje hona själv sörjer för sin avkomma. Inte mycket är känt om artens fortplantning, men man förmodar att det, som andra arter i släktet, bygger ett bo av grus och kåda i naturliga håligheter.

## Utbredning
Utbredningsområdet omfattar Baja California och Sonora i Mexiko samt Arizona, Kalifornien, västra Nevada, Utah och Texas i USA. Underarten D. p. mohavense finns framför allt i Kalifornien.